# Dactylorhiza baumanniana
Dactylorhiza baumanniana là một loài thực vật có hoa trong họ Lan. Loài này được J.Hölzinger & Künkele mô tả khoa học đầu tiên năm 1983.